# Malacca River
Der Malacca River (malaiisch Sungai Melaka) ist ein Fluss in Malaysia, der bei Malakka in die Straße von Malakka mündet. Der Fluss entsteht bei Tampin am Rande einer bergigen Region. Er fließt teilweise mäandernd in weitgehend südwärtiger Richtung, teilt sich bei Malakka in zwei größere Arme, die beide in einem Abstand von ca. 5 km in die Straße von Malakka münden.
Der Malacca River war während der Zeit des Sultanats von Malakka eine wichtige Handelsstraße. Auf dem Fluss finden heutzutage touristische Bootsfahrten statt.